# Liste der Bodendenkmale in Gudow
In der Liste der Bodendenkmale in Gudow sind die Bodendenkmale der Gemeinde Gudow nach dem Stand der Bodendenkmalliste des Archäologischen Landesamts Schleswig-Holstein von 2016 aufgelistet. Die Baudenkmale sind in der Liste der Kulturdenkmale in Gudow aufgeführt.
| Denkmal-ID           | Befundart           | Bezeichnung                                        | Zeitstellung                 | Lage                                 | Bemerkungen | Bild |
| -------------------- | ------------------- | -------------------------------------------------- | ---------------------------- | ------------------------------------ | ----------- | ---- |
| aKD-ALSH-Nr. 000 665 | Grabmal > Grabhügel | Grabhügel                                          | Vor- und/oder Frühgeschichte |                                      |             |      |
| aKD-ALSH-Nr. 000 666 | Grabmal > Grabhügel | Grabhügel                                          | Vor- und/oder Frühgeschichte |                                      |             |      |
| aKD-ALSH-Nr. 000 667 | Grabmal > Grabhügel | Grabhügel                                          | Vor- und/oder Frühgeschichte |                                      |             |      |
| aKD-ALSH-Nr. 000 668 | Grabmal > Grabhügel | Grabhügel                                          | Vor- und/oder Frühgeschichte |                                      |             |      |
| aKD-ALSH-Nr. 000 669 | Grabmal > Grabhügel | Grabhügel                                          | Vor- und/oder Frühgeschichte |                                      |             |      |
| aKD-ALSH-Nr. 000 670 | Grabmal > Grabhügel | Grabhügel                                          | Vor- und/oder Frühgeschichte |                                      |             |      |
| aKD-ALSH-Nr. 000 671 | Grabmal > Grabhügel | Grabhügel                                          | Vor- und/oder Frühgeschichte |                                      |             |      |
| aKD-ALSH-Nr. 000 672 | Grabmal > Grabhügel | Grabhügel                                          | Vor- und/oder Frühgeschichte |                                      |             |      |
| aKD-ALSH-Nr. 000 673 | Grabmal > Grabhügel | Grabhügel                                          | Vor- und/oder Frühgeschichte |                                      |             |      |
| aKD-ALSH-Nr. 000 674 | Befestigung > Burg  | Burg/Motte/Ringwall/Turmhügel „Burganlage Segrahn“ | Mittelalter                  | Burganlage Segrahn auf OpenStreetMap |             |      |
| aKD-ALSH-Nr. 000 675 | Befestigung > Burg  | Burg/Motte/Ringwall/Turmhügel „Burg Neuer Hofwall“ | Mittelalter                  | Burg Neuer Hofwall auf OpenStreetMap |             |      |
| aKD-ALSH-Nr. 000 676 | Befestigung > Burg  | Burg/Motte/Ringwall/Turmhügel „Burganlage Kehrsen“ | Mittelalter                  | Burganlage Kehrsen auf OpenStreetMap |             |      |